# Eugaster laevigata
Eugaster laevigata är en insektsart som beskrevs av Lucien Chopard 1940. Eugaster laevigata ingår i släktet Eugaster och familjen vårtbitare. Inga underarter finns listade i Catalogue of Life.